# Волльшлегер, Ханс
Ханс Волльшлегер (17 марта 1935[…], Минден, Северный Рейн-Вестфалия — 19 мая 2007[…], Бамберг) — немецкий писатель, переводчик.

## Биография
Волльшлегер широко известен как переводчик «Улисса» Джеймса Джойса, заказанного Suhrkamp Verlag. Его перевод приобрёл «канонический и культовый статус» для немецких читателей ирландского классика. Он также перевел полное собрание сочинений Эдгара Аллана По (совместно с Арно Шмидтом), а также романы Рэймонда Чандлера и Дэшила Хэммета. Он был заместителем председателя Karl-May-Gesellschaft (общества Карла Мая) и одним из редакторов историко-критического издания Karl Mays Werke.
Волльшлегер написал несколько книг художественной и научно-популярной литературы, включая Историю Крестовых походов, которая, с одной стороны, имеет полемический аспект (в конце книги он предлагает объявить Католическую церковь преступной организацией, а папу Урбана II — массовым убийцей), а с другой — содержит отрывки из нескольких арабских источников, никогда ранее не переводившихся на немецкий язык.
Литературная, переводческая и критическая деятельность Волльшлегера получила общественное признание и почёт при его жизни. Он получил многочисленные литературные награды, а также почётную докторскую степень от Бамбергского университета. Его дебютный роман «Отростки сердца, или Синдром падшего Адама» (написан в 1961 году, опубликован в 82-м) был отмечен как «литературная сенсация» и стал темой нескольких австрийских и немецких исследований и диссертаций. Однако к концу 1990-х годов популярность и восприятие произведений писателя значительно снизились.
Как отмечает российский лингвист и литературный критик Иван Напреенко, «Волльшлегер… слова в простоте не скажет, пишет без абзацев, по-джойсовски ветвисто, но в своей головной кучерявости цепляет нечто существенное».
В соответствии с пожеланиями Волльшлегера, в 2011 году почти весь его архив был передан Государственной библиотеке Бамберга.

## Избранные произведения
- Karl May (1965, 1976, 2004)
- Die bewaffneten Wallfahrten gen Jerusalem (1970, 1973)
- Nacht-Stücke (1974)
- Die Gegenwart einer Illusion (1978)
- Herzgewächse oder Der Fall Adams[нем.] (1982)
- Von Sternen und Schnuppen (1984)
- In diesen geistfernen Zeiten (1986)
- Tiere sehen dich an oder das Potential Mengele (1987)
- Bannkreis der Besseren Heimat (1990)
- Denn es gehet dem Menschen wie dem Vieh: Wie dies stirbt, so stirbt er auch (2001)
- Moments musicaux (2005)